# سباق تورينجيا للسيدات 2023
سباق تورينجيا للسيدات 2023 هو سباق دراجات هوائية، وهو الموسم الخامس والثلاثين من سباق تورينجيا للسيدات ‏، وأقيم خلال الفترة من 23 مايو 2023، وحتى 28 مايو 2023 ضمن سباقات سباق الدراجات على الطريق للسيدات 2023.
فاز بالمركز الأول وفي ترتيب النقاط لوت كوبيكي، وفاز بالمركز الثاني لورينا ويبيس، وفاز بالمركز الثالث Mischa Bredewold ‏، وفاز في ترتيب النقاط للشباب Neve Bradbury ‏، وفاز في ترتيب الفرق إس دي وركس 2023 ‏، وفاز في تصنيف الجبال Alice Palazzi ‏.

## الفرق
| فرق سيدات عالمية (5)- كانيون–إس آر إيه إم ريسينغ 2023 ‏ - بلانتور بورا سيلينج تيم ‏ - Liv AlUla Jayco ‏ - إس دي وركس 2023 ‏ - يو أي أيه تيم 2023 ‏ فرق دراجات قارية سيدات (8)- إن إكس تي جي ريسينغ ‏ - Ara-Skip Capital‏ - اركيا للسيدات 2023 ‏ - 2023 BridgeLane ‏ - Ceratizit Pro Cycling ‏ - Maxx-Solar Rose Women Racing ‏ - باركهوتل فالكنبورغ 2023 ‏ - توب قيرلز فسى برتولو 2023 ‏ فرق وطنية (2)- فريق ألمانيا لركوب الدراجات للسيدات‏ - فريق هولندا لركوب الدراجات للسيدات ‏ فرق دراجات هواة سيدات (2)- One World ‏ - Team Stuttgart (Women)‏ |  |
| |  |

## المراحل
| قائمة المراحل | قائمة المراحل | قائمة المراحل           | قائمة المراحل          | قائمة المراحل | قائمة المراحل     | قائمة المراحل     |
| المرحلة       | التاريخ       | الدورة                  |                        | المسافة (كم)  | الفائز بالمرحلة   | القائد العام      |
| ------------- | ------------- | ----------------------- | ---------------------- | ------------- | ----------------- | ----------------- |
| المرحلة 1     | 23 مايو       | شلايتس – شلايتس         | مرحلة سباق الزمن للفرق | 9٫1           | إس دي وركس ‏       | لوت كوبيكي        |
| المرحلة 2     | 24 مايو       | غيرا – غيرا             | مرحلة التلال           | 153٫5         | Mischa Bredewold ‏ | Mischa Bredewold ‏ |
| المرحلة 3     | 25 مايو       | شمولن – شمولن           | مرحلة مستوية           | 94٫6          | باربرا جوارشي     | Mischa Bredewold ‏ |
| المرحلة 4     | 26 مايو       | غوتا – غوتا             | مرحلة مستوية           | 135٫5         | Lonneke Uneken ‏   | Mischa Bredewold ‏ |
| المرحلة 5     | 27 مايو       | اشمالكالدن – اشمالكالدن | مرحلة التلال           | 132٫6         | لورينا ويبيس      | لورينا ويبيس      |
| المرحلة 6     | 28 مايو       | مولهاوزن – مولهاوزن     | مرحلة التلال           | 126٫2         | لوت كوبيكي        | لوت كوبيكي        |

## النتيجة

### مرحلة 1
هي مرحلة من نوع سباق الزمن على الطريق للفرق، أقيمت في 23 مايو 2023، وامتدّت لمسافة 9.1 كيلومتر. فاز بالمركز الأول إس دي وركس 2023 ‏، وفاز بالمركز الثاني Mischa Bredewold ‏، وفاز بالمركز الثالث لورينا ويبيس، وتصدر ترتيب النقاط للشباب أنطونيا نيدرماير، وتصدر الترتيب العام في نهاية المرحلة لوت كوبيكي.
| التصنيف العام | التصنيف العام            | التصنيف العام            | التصنيف العام | التصنيف العام |
| المتسابقة     | المتسابقة                | الفريق                   | الوقت         |               |
| ------------- | ------------------------ | ------------------------ | ------------- | ------------- |
| 1             | لوت كوبيكي               | إس دي وركس ‏              | 13 د 08 ث     |               |
| 2             | Mischa Bredewold ‏        | إس دي وركس ‏              | + 0 ث         |               |
| 3             | لورينا ويبيس             | إس دي وركس ‏              | + 0 ث         |               |
| 4             | Ruby Roseman-Gannon ‏     | Liv AlUla Jayco ‏         | + 7 ث         |               |
| 5             | جورجيا بيكر              | Liv AlUla Jayco ‏         | + 7 ث         |               |
| 6             | Amber Pate ‏              | Liv AlUla Jayco ‏         | + 7 ث         |               |
| 7             | أنطونيا نيدرماير         | كانيون–إس آر إيه إم ‏     | + 18 ث        |               |
| 8             | Ricarda Bauernfeind ‏     | كانيون–إس آر إيه إم ‏     | + 18 ث        |               |
| 9             | Neve Bradbury ‏           | كانيون–إس آر إيه إم ‏     | + 18 ث        |               |
| 10            | Christina Schweinberger ‏ | بلانتور بورا سيلينج تيم ‏ | + 20 ث        |               |
|               |                          |                          |               |               |
|               |                          |                          |               |               |

### مرحلة 2
هي مرحلة جبلية، أقيمت في 24 مايو 2023، وامتدّت لمسافة 153.5 كيلومتر. فاز بالمركز الأول، وتصدر الترتيب العام في نهاية المرحلة وترتيب النقاط Mischa Bredewold ‏، وتصدر ترتيب التسلق Alice Palazzi ‏، وتصدر ترتيب النقاط للشباب Neve Bradbury ‏.
| التصنيف العام | التصنيف العام              | التصنيف العام            | التصنيف العام | التصنيف العام |
| المتسابقة     | المتسابقة                  | الفريق                   | الوقت         |               |
| ------------- | -------------------------- | ------------------------ | ------------- | ------------- |
| 1             | Mischa Bredewold ‏          | إس دي وركس ‏              | 4 س 24 د 45 ث |               |
| 2             | لورينا ويبيس               | إس دي وركس ‏              | + 22 ث        |               |
| 3             | لوت كوبيكي                 | إس دي وركس ‏              | + 25 ث        |               |
| 4             | Ruby Roseman-Gannon ‏       | Liv AlUla Jayco ‏         | + 32 ث        |               |
| 5             | Ricarda Bauernfeind ‏       | كانيون–إس آر إيه إم ‏     | + 44 ث        |               |
| 6             | Neve Bradbury ‏             | كانيون–إس آر إيه إم ‏     | + 44 ث        |               |
| 7             | أنطونيا نيدرماير           | كانيون–إس آر إيه إم ‏     | + 44 ث        |               |
| 8             | Christina Schweinberger ‏   | بلانتور بورا سيلينج تيم ‏ | + 46 ث        |               |
| 9             | Ceylin del Carmen Alvarado | بلانتور بورا سيلينج تيم ‏ | + 46 ث        |               |
| 10            | Aniek van Alphen ‏          | بلانتور بورا سيلينج تيم ‏ | + 46 ث        |               |
|               |                            |                          |               |               |
|               |                            |                          |               |               |

### مرحلة 3
هي مرحلة مستوية، أقيمت في 25 مايو 2023، وامتدّت لمسافة 94.6 كيلومتر. فاز بالمركز الأول باربرا جوارشي، وفاز بالمركز الثاني لورينا ويبيس، وفاز بالمركز الثالث لوت كوبيكي، وتصدر ترتيب النقاط للشباب Neve Bradbury ‏، وتصدر ترتيب التسلق Alice Palazzi ‏، وتصدر الترتيب العام في نهاية المرحلة وترتيب النقاط Mischa Bredewold ‏.
| التصنيف العام | التصنيف العام              | التصنيف العام            | التصنيف العام | التصنيف العام |
| المتسابقة     | المتسابقة                  | الفريق                   | الوقت         |               |
| ------------- | -------------------------- | ------------------------ | ------------- | ------------- |
| 1             | Mischa Bredewold ‏          | إس دي وركس ‏              | 6 س 48 د 44 ث |               |
| 2             | لورينا ويبيس               | إس دي وركس ‏              | + 11 ث        |               |
| 3             | لوت كوبيكي                 | إس دي وركس ‏              | + 14 ث        |               |
| 4             | Ruby Roseman-Gannon ‏       | Liv AlUla Jayco ‏         | + 28 ث        |               |
| 5             | Christina Schweinberger ‏   | بلانتور بورا سيلينج تيم ‏ | + 43 ث        |               |
| 6             | Neve Bradbury ‏             | كانيون–إس آر إيه إم ‏     | + 46 ث        |               |
| 7             | Ceylin del Carmen Alvarado | بلانتور بورا سيلينج تيم ‏ | + 48 ث        |               |
| 8             | Aniek van Alphen ‏          | بلانتور بورا سيلينج تيم ‏ | + 48 ث        |               |
| 9             | Laura Süßemilch ‏           | بلانتور بورا سيلينج تيم ‏ | + 48 ث        |               |
| 10            | Marthe Goossens ‏           | إن إكس تي جي ريسينغ ‏     | + 49 ث        |               |
|               |                            |                          |               |               |
|               |                            |                          |               |               |

### مرحلة 4
هي مرحلة مستوية، أقيمت في 26 مايو 2023، وامتدّت لمسافة 135.5 كيلومتر. فاز بالمركز الأول Lonneke Uneken ‏، وتصدر ترتيب النقاط للشباب Neve Bradbury ‏، وتصدر ترتيب التسلق Alice Palazzi ‏، وتصدر ترتيب النقاط لوت كوبيكي، وتصدر الترتيب العام في نهاية المرحلة Mischa Bredewold ‏.
| التصنيف العام | التصنيف العام              | التصنيف العام            | التصنيف العام  | التصنيف العام |
| المتسابقة     | المتسابقة                  | الفريق                   | الوقت          |               |
| ------------- | -------------------------- | ------------------------ | -------------- | ------------- |
| 1             | Mischa Bredewold ‏          | إس دي وركس ‏              | 10 س 12 د 54 ث |               |
| 2             | لورينا ويبيس               | إس دي وركس ‏              | + 10 ث         |               |
| 3             | لوت كوبيكي                 | إس دي وركس ‏              | + 10 ث         |               |
| 4             | Christina Schweinberger ‏   | بلانتور بورا سيلينج تيم ‏ | + 24 ث         |               |
| 5             | Ruby Roseman-Gannon ‏       | Liv AlUla Jayco ‏         | + 26 ث         |               |
| 6             | Marta Lach ‏                | Ceratizit Pro Cycling ‏   | + 41 ث         |               |
| 7             | Neve Bradbury ‏             | كانيون–إس آر إيه إم ‏     | + 47 ث         |               |
| 8             | Ceylin del Carmen Alvarado | بلانتور بورا سيلينج تيم ‏ | + 49 ث         |               |
| 9             | Aniek van Alphen ‏          | بلانتور بورا سيلينج تيم ‏ | + 49 ث         |               |
| 10            | رومي كاسبر                 | إن إكس تي جي ريسينغ ‏     | + 50 ث         |               |
|               |                            |                          |                |               |
|               |                            |                          |                |               |

### مرحلة 5
هي مرحلة جبلية، أقيمت في 27 مايو 2023، وامتدّت لمسافة 132.6 كيلومتر. فاز بالمركز الأول، وتصدر الترتيب العام في نهاية المرحلة لورينا ويبيس، وتصدر ترتيب النقاط للشباب Neve Bradbury ‏، وتصدر ترتيب التسلق Alice Palazzi ‏، وتصدر ترتيب النقاط لوت كوبيكي.
| التصنيف العام | التصنيف العام              | التصنيف العام            | التصنيف العام  | التصنيف العام |
| المتسابقة     | المتسابقة                  | الفريق                   | الوقت          |               |
| ------------- | -------------------------- | ------------------------ | -------------- | ------------- |
| 1             | لورينا ويبيس               | إس دي وركس ‏              | 13 س 42 د 24 ث |               |
| 2             | Mischa Bredewold ‏          | إس دي وركس ‏              | + 0 ث          |               |
| 3             | لوت كوبيكي                 | إس دي وركس ‏              | + 4 ث          |               |
| 4             | Ruby Roseman-Gannon ‏       | Liv AlUla Jayco ‏         | + 23 ث         |               |
| 5             | Christina Schweinberger ‏   | بلانتور بورا سيلينج تيم ‏ | + 24 ث         |               |
| 6             | Marta Lach ‏                | Ceratizit Pro Cycling ‏   | + 36 ث         |               |
| 7             | Neve Bradbury ‏             | كانيون–إس آر إيه إم ‏     | + 47 ث         |               |
| 8             | Ceylin del Carmen Alvarado | بلانتور بورا سيلينج تيم ‏ | + 49 ث         |               |
| 9             | Aniek van Alphen ‏          | بلانتور بورا سيلينج تيم ‏ | + 49 ث         |               |
| 10            | رومي كاسبر                 | إن إكس تي جي ريسينغ ‏     | + 50 ث         |               |
|               |                            |                          |                |               |
|               |                            |                          |                |               |

### مرحلة 6
هي مرحلة جبلية، أقيمت في 28 مايو 2023، وامتدّت لمسافة 126.2 كيلومتر. فاز بالمركز الأول، وتصدر الترتيب العام في نهاية المرحلة لوت كوبيكي.
| التصنيف العام | التصنيف العام              | التصنيف العام            | التصنيف العام  | التصنيف العام |
| المتسابقة     | المتسابقة                  | الفريق                   | الوقت          |               |
| ------------- | -------------------------- | ------------------------ | -------------- | ------------- |
| 1             | لوت كوبيكي                 | إس دي وركس ‏              | 17 س 01 د 32 ث |               |
| 2             | لورينا ويبيس               | إس دي وركس ‏              | + 38 ث         |               |
| 3             | Mischa Bredewold ‏          | إس دي وركس ‏              | + 44 ث         |               |
| 4             | Ruby Roseman-Gannon ‏       | Liv AlUla Jayco ‏         | + 59 ث         |               |
| 5             | Christina Schweinberger ‏   | بلانتور بورا سيلينج تيم ‏ | + 1 د 06 ث     |               |
| 6             | Marta Lach ‏                | Ceratizit Pro Cycling ‏   | + 1 د 20 ث     |               |
| 7             | Neve Bradbury ‏             | كانيون–إس آر إيه إم ‏     | + 1 د 31 ث     |               |
| 8             | Ceylin del Carmen Alvarado | بلانتور بورا سيلينج تيم ‏ | + 1 د 33 ث     |               |
| 9             | Aniek van Alphen ‏          | بلانتور بورا سيلينج تيم ‏ | + 1 د 33 ث     |               |
| 10            | رومي كاسبر                 | إن إكس تي جي ريسينغ ‏     | + 1 د 34 ث     |               |
|               |                            |                          |                |               |
|               |                            |                          |                |               |

## المشاركون
| Liv AlUla Jayco ‏ BEX | Liv AlUla Jayco ‏ BEX | Liv AlUla Jayco ‏ BEX |
| -------------------- | -------------------- | -------------------- |
| م                    | عداء                 | مرتبة                |
| 1                    | Amber Pate ‏          | 24                   |
| 2                    | Georgie Howe ‏        | لم يكمل السباق-2     |
| 3                    | جورجيا بيكر          | 56                   |
| 4                    | Ruby Roseman-Gannon ‏ | 4                    |
| 5                    | Alyssa Polites ‏      | لم يكمل السباق-5     |
| 6                    | Teniel Campbell ‏     | 40                   |

| إس دي وركس ‏ SDW | إس دي وركس ‏ SDW   | إس دي وركس ‏ SDW |
| --------------- | ----------------- | --------------- |
| م               | عداء              | مرتبة           |
| 11              | باربرا جوارشي     | 49              |
| 12              | لورينا ويبيس      | 2               |
| 13              | لوت كوبيكي        | 1               |
| 14              | Lonneke Uneken ‏   | 52              |
| 15              | Mischa Bredewold ‏ | 3               |

| كانيون–إس آر إيه إم ‏ CSR | كانيون–إس آر إيه إم ‏ CSR | كانيون–إس آر إيه إم ‏ CSR |
| ------------------------ | ------------------------ | ------------------------ |
| م                        | عداء                     | مرتبة                    |
| 21                       | Ricarda Bauernfeind ‏     | لم يبدأ-3                |
| 22                       | Neve Bradbury ‏           | 7                        |
| 23                       | أنطونيا نيدرماير         | لم يكمل السباق-3         |
| 24                       | Justyna Czapla ‏          | 45                       |
| 25                       | Diane Ingabire ‏          | 78                       |

| يو أي أيه تيم ‏ UAD | يو أي أيه تيم ‏ UAD   | يو أي أيه تيم ‏ UAD |
| ------------------ | -------------------- | ------------------ |
| م                  | عداء                 | مرتبة              |
| 31                 | مارتا باستيانيلي     | 12                 |
| 32                 | يوجينة بوجاك         | 16                 |
| 33                 | Linda Zanetti ‏       | 28                 |
| 34                 | Alena Ivanchenko ‏    | 23                 |
| 35                 | إليزابيث هولدن       | 21                 |
| 36                 | Anastasia Carbonari ‏ | 44                 |

| بلانتور بورا سيلينج تيم ‏ FED | بلانتور بورا سيلينج تيم ‏ FED | بلانتور بورا سيلينج تيم ‏ FED |
| ---------------------------- | ---------------------------- | ---------------------------- |
| م                            | عداء                         | مرتبة                        |
| 41                           | Julie De Wilde ‏              | 35                           |
| 42                           | Christina Schweinberger ‏     | 5                            |
| 43                           | ساني كانت                    | لم يكمل السباق-5             |
| 44                           | Ceylin del Carmen Alvarado   | 8                            |

| Fenix-Deceuninck Continental ‏ ___ | Fenix-Deceuninck Continental ‏ ___ | Fenix-Deceuninck Continental ‏ ___ |
| --------------------------------- | --------------------------------- | --------------------------------- |
| م                                 | عداء                              | مرتبة                             |
| 45                                | Aniek van Alphen ‏                 | 9                                 |
| 46                                | Laura Süßemilch ‏                  | 39                                |

| Ceratizit Pro Cycling ‏ WNT | Ceratizit Pro Cycling ‏ WNT | Ceratizit Pro Cycling ‏ WNT |
| -------------------------- | -------------------------- | -------------------------- |
| م                          | عداء                       | مرتبة                      |
| 51                         | ساندرا ألونسو              | 26                         |
| 52                         | Alice Maria Arzuffi ‏       | 18                         |
| 53                         | فرانزيسكا بروس             | 48                         |
| 54                         | Lana Eberle ‏               | لم يبدأ-2                  |
| 55                         | Marta Lach ‏                | 6                          |
| 56                         | حنا نيلسون                 | 36                         |

| باركهوتل فالكنبورغ ‏ PHV | باركهوتل فالكنبورغ ‏ PHV | باركهوتل فالكنبورغ ‏ PHV |
| ----------------------- | ----------------------- | ----------------------- |
| م                       | عداء                    | مرتبة                   |
| 61                      | Lieke Nooijen ‏          | 46                      |
| 62                      | Pien Limpens ‏           | 64                      |
| 63                      | Quinty Schoens ‏         | 17                      |
| 64                      | Femke Gerritse ‏         | 14                      |
| 65                      | Margot Vanpachtenbeke ‏  | 34                      |
| 66                      | Laura Molenaar ‏         | 43                      |

| إن إكس تي جي ريسينغ ‏ AGS | إن إكس تي جي ريسينغ ‏ AGS | إن إكس تي جي ريسينغ ‏ AGS |
| ------------------------ | ------------------------ | ------------------------ |
| م                        | عداء                     | مرتبة                    |
| 71                       | رومي كاسبر               | 10                       |
| 72                       | Julia Borgström ‏         | 11                       |
| 73                       | Maaike Boogaard ‏         | لم يبدأ-1                |
| 74                       | Ilse Pluimers ‏           | 33                       |
| 75                       | Marthe Goossens ‏         | 31                       |
| 76                       | Ally Wollaston ‏          | لم يبدأ-2                |

| اركيا للسيدات ‏ ARK | اركيا للسيدات ‏ ARK  | اركيا للسيدات ‏ ARK |
| ------------------ | ------------------- | ------------------ |
| م                  | عداء                | مرتبة              |
| 81                 | Maaike Coljé ‏       | 32                 |
| 82                 | Megan Armitage ‏     | 13                 |
| 83                 | Anaïs Morichon ‏     | لم يكمل السباق-3   |
| 84                 | Amandine Fouquenet ‏ | 51                 |
| 85                 | Clara Emond ‏        | 15                 |

| توب قيرلز فسى برتولو ‏ TOP | توب قيرلز فسى برتولو ‏ TOP | توب قيرلز فسى برتولو ‏ TOP |
| ------------------------- | ------------------------- | ------------------------- |
| م                         | عداء                      | مرتبة                     |
| 101                       | Cristina Tonetti ‏         | 38                        |
| 102                       | Virginia Bortoli‏          | 62                        |
| 103                       | Vanessa Michieletto ‏      | لم يكمل السباق-5          |
| 104                       | Alice Palazzi‏             | 42                        |
| 105                       | Iris Monticolo ‏           | 53                        |
| 106                       | Alessia Missiaggia‏        | 54                        |

| Team BridgeLane ‏ TBL | Team BridgeLane ‏ TBL | Team BridgeLane ‏ TBL |
| -------------------- | -------------------- | -------------------- |
| م                    | عداء                 | مرتبة                |
| 111                  | Emily Watts ‏         | 29                   |
| 112                  | Haylee Fuller‏        | 65                   |
| 113                  | Gina Ricardo‏         | 50                   |
| 114                  | Lillee Pollock‏       | 70                   |
| 115                  | Keely Bennett‏        | 77                   |
| 116                  | Mia Hayden‏           | 57                   |

| Ara-Skip Capital‏ ARA | Ara-Skip Capital‏ ARA | Ara-Skip Capital‏ ARA |
| -------------------- | -------------------- | -------------------- |
| م                    | عداء                 | مرتبة                |
| 121                  | Georgia Whitehouse‏   | لم يكمل السباق-6     |
| 122                  | Rachael Wales‏        | 37                   |
| 123                  | Isabelle Carnes‏      | 41                   |
| 124                  | Sophie Edwards ‏      | 22                   |
| 125                  | Sophie Marr‏          | 55                   |
| 126                  | Chloe Moran ‏         | لم يكمل السباق-3     |

| Maxx-Solar Rose Women Racing ‏ ___ | Maxx-Solar Rose Women Racing ‏ ___ | Maxx-Solar Rose Women Racing ‏ ___ |
| --------------------------------- | --------------------------------- | --------------------------------- |
| م                                 | عداء                              | مرتبة                             |
| 131                               | Katharina Fox ‏                    | 25                                |
| 132                               | Michelle Stark‏                    | 60                                |
| 133                               | Amélie Hild‏                       | 76                                |
| 134                               | Fabienne Jährig ‏                  | 69                                |
| 135                               | Selma Lantzsch ‏                   | 59                                |
| 136                               | Olivia Schoppe ‏                   | 47                                |

| فريق ألمانيا لركوب الدراجات للسيدات‏ GER | فريق ألمانيا لركوب الدراجات للسيدات‏ GER | فريق ألمانيا لركوب الدراجات للسيدات‏ GER |
| --------------------------------------- | --------------------------------------- | --------------------------------------- |
| م                                       | عداء                                    | مرتبة                                   |
| 141                                     | ميكي كروجر                              | 75                                      |
| 142                                     | هانا لودفيغ                             | لم يبدأ-4                               |
| 143                                     | Linda Riedmann ‏                         | 30                                      |
| 144                                     | Marla Sigmund ‏                          | 66                                      |
| 145                                     | Judith Krahl ‏                           | لم يكمل السباق-5                        |
| 146                                     | Hanna Dopjans ‏                          | 61                                      |

| فريق هولندا لركوب الدراجات للسيدات ‏ NED | فريق هولندا لركوب الدراجات للسيدات ‏ NED | فريق هولندا لركوب الدراجات للسيدات ‏ NED |
| --------------------------------------- | --------------------------------------- | --------------------------------------- |
| م                                       | عداء                                    | مرتبة                                   |
| 153                                     | Maud Oudeman ‏                           | 20                                      |
| 154                                     | Rosita Reijnhout ‏                       | 19                                      |
| 155                                     | Anna van der Meiden ‏                    | لم يكمل السباق-6                        |
| 156                                     | ليزا فان بيل                            | 67                                      |

| Team Stuttgart‏ ___ | Team Stuttgart‏ ___   | Team Stuttgart‏ ___ |
| ------------------ | -------------------- | ------------------ |
| م                  | عداء                 | مرتبة              |
| 161                | Karoline Goldschmidt‏ | 27                 |
| 162                | Anja Bertleff‏        | 63                 |
| 164                | Katharina Julia Hinz‏ | لم يكمل السباق-3   |
| 165                | Victoria Stelling‏    | 72                 |
| 166                | Lucy Mayrhofer‏       | 58                 |

| One World ‏ ___ | One World ‏ ___           | One World ‏ ___   |
| -------------- | ------------------------ | ---------------- |
| م              | عداء                     | مرتبة            |
| 171            | Lena Charlotte Reißner ‏  | 74               |
| 172            | Dorothea Anna Heitzmann ‏ | لم يكمل السباق-3 |
| 173            | Lara Röhrich‏             | 79               |
| 174            | Anna Zöll‏                | 73               |
| 175            | Clarissa Mai‏             | 71               |
| 176            | Bianca Lust‏              | 68               |

| Liv AlUla Jayco ‏ BEX | Liv AlUla Jayco ‏ BEX | Liv AlUla Jayco ‏ BEX |
| -------------------- | -------------------- | -------------------- |
| م                    | عداء                 | مرتبة                |
| 1                    | Amber Pate ‏          | 24                   |
| 2                    | Georgie Howe ‏        | لم يكمل السباق-2     |
| 3                    | جورجيا بيكر          | 56                   |
| 4                    | Ruby Roseman-Gannon ‏ | 4                    |
| 5                    | Alyssa Polites ‏      | لم يكمل السباق-5     |
| 6                    | Teniel Campbell ‏     | 40                   |

| إس دي وركس ‏ SDW | إس دي وركس ‏ SDW   | إس دي وركس ‏ SDW |
| --------------- | ----------------- | --------------- |
| م               | عداء              | مرتبة           |
| 11              | باربرا جوارشي     | 49              |
| 12              | لورينا ويبيس      | 2               |
| 13              | لوت كوبيكي        | 1               |
| 14              | Lonneke Uneken ‏   | 52              |
| 15              | Mischa Bredewold ‏ | 3               |

| كانيون–إس آر إيه إم ‏ CSR | كانيون–إس آر إيه إم ‏ CSR | كانيون–إس آر إيه إم ‏ CSR |
| ------------------------ | ------------------------ | ------------------------ |
| م                        | عداء                     | مرتبة                    |
| 21                       | Ricarda Bauernfeind ‏     | لم يبدأ-3                |
| 22                       | Neve Bradbury ‏           | 7                        |
| 23                       | أنطونيا نيدرماير         | لم يكمل السباق-3         |
| 24                       | Justyna Czapla ‏          | 45                       |
| 25                       | Diane Ingabire ‏          | 78                       |

| يو أي أيه تيم ‏ UAD | يو أي أيه تيم ‏ UAD   | يو أي أيه تيم ‏ UAD |
| ------------------ | -------------------- | ------------------ |
| م                  | عداء                 | مرتبة              |
| 31                 | مارتا باستيانيلي     | 12                 |
| 32                 | يوجينة بوجاك         | 16                 |
| 33                 | Linda Zanetti ‏       | 28                 |
| 34                 | Alena Ivanchenko ‏    | 23                 |
| 35                 | إليزابيث هولدن       | 21                 |
| 36                 | Anastasia Carbonari ‏ | 44                 |

| بلانتور بورا سيلينج تيم ‏ FED | بلانتور بورا سيلينج تيم ‏ FED | بلانتور بورا سيلينج تيم ‏ FED |
| ---------------------------- | ---------------------------- | ---------------------------- |
| م                            | عداء                         | مرتبة                        |
| 41                           | Julie De Wilde ‏              | 35                           |
| 42                           | Christina Schweinberger ‏     | 5                            |
| 43                           | ساني كانت                    | لم يكمل السباق-5             |
| 44                           | Ceylin del Carmen Alvarado   | 8                            |

| Fenix-Deceuninck Continental ‏ ___ | Fenix-Deceuninck Continental ‏ ___ | Fenix-Deceuninck Continental ‏ ___ |
| --------------------------------- | --------------------------------- | --------------------------------- |
| م                                 | عداء                              | مرتبة                             |
| 45                                | Aniek van Alphen ‏                 | 9                                 |
| 46                                | Laura Süßemilch ‏                  | 39                                |

| Ceratizit Pro Cycling ‏ WNT | Ceratizit Pro Cycling ‏ WNT | Ceratizit Pro Cycling ‏ WNT |
| -------------------------- | -------------------------- | -------------------------- |
| م                          | عداء                       | مرتبة                      |
| 51                         | ساندرا ألونسو              | 26                         |
| 52                         | Alice Maria Arzuffi ‏       | 18                         |
| 53                         | فرانزيسكا بروس             | 48                         |
| 54                         | Lana Eberle ‏               | لم يبدأ-2                  |
| 55                         | Marta Lach ‏                | 6                          |
| 56                         | حنا نيلسون                 | 36                         |

| باركهوتل فالكنبورغ ‏ PHV | باركهوتل فالكنبورغ ‏ PHV | باركهوتل فالكنبورغ ‏ PHV |
| ----------------------- | ----------------------- | ----------------------- |
| م                       | عداء                    | مرتبة                   |
| 61                      | Lieke Nooijen ‏          | 46                      |
| 62                      | Pien Limpens ‏           | 64                      |
| 63                      | Quinty Schoens ‏         | 17                      |
| 64                      | Femke Gerritse ‏         | 14                      |
| 65                      | Margot Vanpachtenbeke ‏  | 34                      |
| 66                      | Laura Molenaar ‏         | 43                      |

| إن إكس تي جي ريسينغ ‏ AGS | إن إكس تي جي ريسينغ ‏ AGS | إن إكس تي جي ريسينغ ‏ AGS |
| ------------------------ | ------------------------ | ------------------------ |
| م                        | عداء                     | مرتبة                    |
| 71                       | رومي كاسبر               | 10                       |
| 72                       | Julia Borgström ‏         | 11                       |
| 73                       | Maaike Boogaard ‏         | لم يبدأ-1                |
| 74                       | Ilse Pluimers ‏           | 33                       |
| 75                       | Marthe Goossens ‏         | 31                       |
| 76                       | Ally Wollaston ‏          | لم يبدأ-2                |

| اركيا للسيدات ‏ ARK | اركيا للسيدات ‏ ARK  | اركيا للسيدات ‏ ARK |
| ------------------ | ------------------- | ------------------ |
| م                  | عداء                | مرتبة              |
| 81                 | Maaike Coljé ‏       | 32                 |
| 82                 | Megan Armitage ‏     | 13                 |
| 83                 | Anaïs Morichon ‏     | لم يكمل السباق-3   |
| 84                 | Amandine Fouquenet ‏ | 51                 |
| 85                 | Clara Emond ‏        | 15                 |

| توب قيرلز فسى برتولو ‏ TOP | توب قيرلز فسى برتولو ‏ TOP | توب قيرلز فسى برتولو ‏ TOP |
| ------------------------- | ------------------------- | ------------------------- |
| م                         | عداء                      | مرتبة                     |
| 101                       | Cristina Tonetti ‏         | 38                        |
| 102                       | Virginia Bortoli‏          | 62                        |
| 103                       | Vanessa Michieletto ‏      | لم يكمل السباق-5          |
| 104                       | Alice Palazzi‏             | 42                        |
| 105                       | Iris Monticolo ‏           | 53                        |
| 106                       | Alessia Missiaggia‏        | 54                        |

| Team BridgeLane ‏ TBL | Team BridgeLane ‏ TBL | Team BridgeLane ‏ TBL |
| -------------------- | -------------------- | -------------------- |
| م                    | عداء                 | مرتبة                |
| 111                  | Emily Watts ‏         | 29                   |
| 112                  | Haylee Fuller‏        | 65                   |
| 113                  | Gina Ricardo‏         | 50                   |
| 114                  | Lillee Pollock‏       | 70                   |
| 115                  | Keely Bennett‏        | 77                   |
| 116                  | Mia Hayden‏           | 57                   |

| Ara-Skip Capital‏ ARA | Ara-Skip Capital‏ ARA | Ara-Skip Capital‏ ARA |
| -------------------- | -------------------- | -------------------- |
| م                    | عداء                 | مرتبة                |
| 121                  | Georgia Whitehouse‏   | لم يكمل السباق-6     |
| 122                  | Rachael Wales‏        | 37                   |
| 123                  | Isabelle Carnes‏      | 41                   |
| 124                  | Sophie Edwards ‏      | 22                   |
| 125                  | Sophie Marr‏          | 55                   |
| 126                  | Chloe Moran ‏         | لم يكمل السباق-3     |

| Maxx-Solar Rose Women Racing ‏ ___ | Maxx-Solar Rose Women Racing ‏ ___ | Maxx-Solar Rose Women Racing ‏ ___ |
| --------------------------------- | --------------------------------- | --------------------------------- |
| م                                 | عداء                              | مرتبة                             |
| 131                               | Katharina Fox ‏                    | 25                                |
| 132                               | Michelle Stark‏                    | 60                                |
| 133                               | Amélie Hild‏                       | 76                                |
| 134                               | Fabienne Jährig ‏                  | 69                                |
| 135                               | Selma Lantzsch ‏                   | 59                                |
| 136                               | Olivia Schoppe ‏                   | 47                                |

| فريق ألمانيا لركوب الدراجات للسيدات‏ GER | فريق ألمانيا لركوب الدراجات للسيدات‏ GER | فريق ألمانيا لركوب الدراجات للسيدات‏ GER |
| --------------------------------------- | --------------------------------------- | --------------------------------------- |
| م                                       | عداء                                    | مرتبة                                   |
| 141                                     | ميكي كروجر                              | 75                                      |
| 142                                     | هانا لودفيغ                             | لم يبدأ-4                               |
| 143                                     | Linda Riedmann ‏                         | 30                                      |
| 144                                     | Marla Sigmund ‏                          | 66                                      |
| 145                                     | Judith Krahl ‏                           | لم يكمل السباق-5                        |
| 146                                     | Hanna Dopjans ‏                          | 61                                      |

| فريق هولندا لركوب الدراجات للسيدات ‏ NED | فريق هولندا لركوب الدراجات للسيدات ‏ NED | فريق هولندا لركوب الدراجات للسيدات ‏ NED |
| --------------------------------------- | --------------------------------------- | --------------------------------------- |
| م                                       | عداء                                    | مرتبة                                   |
| 153                                     | Maud Oudeman ‏                           | 20                                      |
| 154                                     | Rosita Reijnhout ‏                       | 19                                      |
| 155                                     | Anna van der Meiden ‏                    | لم يكمل السباق-6                        |
| 156                                     | ليزا فان بيل                            | 67                                      |

| Team Stuttgart‏ ___ | Team Stuttgart‏ ___   | Team Stuttgart‏ ___ |
| ------------------ | -------------------- | ------------------ |
| م                  | عداء                 | مرتبة              |
| 161                | Karoline Goldschmidt‏ | 27                 |
| 162                | Anja Bertleff‏        | 63                 |
| 164                | Katharina Julia Hinz‏ | لم يكمل السباق-3   |
| 165                | Victoria Stelling‏    | 72                 |
| 166                | Lucy Mayrhofer‏       | 58                 |

| One World ‏ ___ | One World ‏ ___           | One World ‏ ___   |
| -------------- | ------------------------ | ---------------- |
| م              | عداء                     | مرتبة            |
| 171            | Lena Charlotte Reißner ‏  | 74               |
| 172            | Dorothea Anna Heitzmann ‏ | لم يكمل السباق-3 |
| 173            | Lara Röhrich‏             | 79               |
| 174            | Anna Zöll‏                | 73               |
| 175            | Clarissa Mai‏             | 71               |
| 176            | Bianca Lust‏              | 68               |

## التصنيف العام النهائي
| التصنيف العام | التصنيف العام              | التصنيف العام            | التصنيف العام  | التصنيف العام |
| المتسابقة     | المتسابقة                  | الفريق                   | الوقت          |               |
| ------------- | -------------------------- | ------------------------ | -------------- | ------------- |
| 1             | لوت كوبيكي                 | إس دي وركس ‏              | 17 س 01 د 32 ث |               |
| 2             | لورينا ويبيس               | إس دي وركس ‏              | + 38 ث         |               |
| 3             | Mischa Bredewold ‏          | إس دي وركس ‏              | + 44 ث         |               |
| 4             | Ruby Roseman-Gannon ‏       | Liv AlUla Jayco ‏         | + 59 ث         |               |
| 5             | Christina Schweinberger ‏   | بلانتور بورا سيلينج تيم ‏ | + 1 د 06 ث     |               |
| 6             | Marta Lach ‏                | Ceratizit Pro Cycling ‏   | + 1 د 20 ث     |               |
| 7             | Neve Bradbury ‏             | كانيون–إس آر إيه إم ‏     | + 1 د 31 ث     |               |
| 8             | Ceylin del Carmen Alvarado | بلانتور بورا سيلينج تيم ‏ | + 1 د 33 ث     |               |
| 9             | Aniek van Alphen ‏          | بلانتور بورا سيلينج تيم ‏ | + 1 د 33 ث     |               |
| 10            | رومي كاسبر                 | إن إكس تي جي ريسينغ ‏     | + 1 د 34 ث     |               |
|               |                            |                          |                |               |
|               |                            |                          |                |               |

### تصنيف النقاط
| تصنيف النقاط | تصنيف النقاط             | تصنيف النقاط             | تصنيف النقاط | تصنيف النقاط |
| المتسابقة    | المتسابقة                | الفريق                   | النقاط       |              |
| ------------ | ------------------------ | ------------------------ | ------------ | ------------ |
| 1            | لوت كوبيكي               | إس دي وركس ‏              | 31 نقطة      |              |
| 2            | لورينا ويبيس             | إس دي وركس ‏              | 19 نقطة      |              |
| 3            | Ruby Roseman-Gannon ‏     | Liv AlUla Jayco ‏         | 18 نقطة      |              |
| 4            | Marta Lach ‏              | Ceratizit Pro Cycling ‏   | 16 نقطة      |              |
| 5            | Mischa Bredewold ‏        | إس دي وركس ‏              | 11 نقطة      |              |
| 6            | Christina Schweinberger ‏ | بلانتور بورا سيلينج تيم ‏ | 7 نقطة       |              |
| 7            | ساندرا ألونسو            | Ceratizit Pro Cycling ‏   | 6 نقطة       |              |
| 8            | مارتا باستيانيلي         | يو أي أيه تيم ‏           | 4 نقطة       |              |
| 9            | Alice Palazzi ‏           | توب قيرلز فسى برتولو ‏    | 4 نقطة       |              |
| 10           | Maaike Coljé ‏            | اركيا للسيدات ‏           | 3 نقطة       |              |
|              |                          |                          |              |              |
|              |                          |                          |              |              |

### تصنيف الجبال
| تصنيف الجبال | تصنيف الجبال      | تصنيف الجبال                        | تصنيف الجبال | تصنيف الجبال |
| المتسابقة    | المتسابقة         | الفريق                              | النقاط       |              |
| ------------ | ----------------- | ----------------------------------- | ------------ | ------------ |
| 1            | Alice Palazzi ‏    | توب قيرلز فسى برتولو ‏               | 26 نقطة      |              |
| 2            | Alena Ivanchenko ‏ | يو أي أيه تيم ‏                      | 13 نقطة      |              |
| 3            | Mischa Bredewold ‏ | إس دي وركس ‏                         | 9 نقطة       |              |
| 4            | Maaike Coljé ‏     | اركيا للسيدات ‏                      | 7 نقطة       |              |
| 5            | Quinty Schoens ‏   | باركهوتل فالكنبورغ ‏                 | 5 نقطة       |              |
| 6            | لوت كوبيكي        | إس دي وركس ‏                         | 4 نقطة       |              |
| 7            | ساندرا ألونسو     | Ceratizit Pro Cycling ‏              | 3 نقطة       |              |
| 8            | لورينا ويبيس      | إس دي وركس ‏                         | 3 نقطة       |              |
| 9            | Rosita Reijnhout ‏ | فريق هولندا لركوب الدراجات للسيدات ‏ | 3 نقطة       |              |
| 10           | Rachael Wales ‏    | Ara-Skip Capital ‏                   | 3 نقطة       |              |
|              |                   |                                     |              |              |
|              |                   |                                     |              |              |

## تصانيف فرعية

### تصنيف أفضل شاب
| تصنيف أفضل شابة | تصنيف أفضل شابة   | تصنيف أفضل شابة                      | تصنيف أفضل شابة | تصنيف أفضل شابة |
| المتسابقة       | المتسابقة         | الفريق                               | الوقت           |                 |
| --------------- | ----------------- | ------------------------------------ | --------------- | --------------- |
| 1               | Neve Bradbury ‏    | كانيون–إس آر إيه إم ‏                 | 17 س 03 د 03 ث  |                 |
| 2               | Julia Borgström ‏  | إن إكس تي جي ريسينغ ‏                 | + 8 ث           |                 |
| 3               | Femke Gerritse ‏   | باركهوتل فالكنبورغ ‏                  | + 21 ث          |                 |
| 4               | Rosita Reijnhout ‏ | فريق هولندا لركوب الدراجات للسيدات ‏  | + 41 ث          |                 |
| 5               | Maud Oudeman ‏     | فريق هولندا لركوب الدراجات للسيدات ‏  | + 45 ث          |                 |
| 6               | Alena Ivanchenko ‏ | يو أي أيه تيم ‏                       | + 1 د 40 ث      |                 |
| 7               | Linda Zanetti ‏    | يو أي أيه تيم ‏                       | + 5 د 10 ث      |                 |
| 8               | Linda Riedmann ‏   | فريق ألمانيا لركوب الدراجات للسيدات ‏ | + 7 د 34 ث      |                 |
| 9               | Marthe Goossens ‏  | إن إكس تي جي ريسينغ ‏                 | + 9 د 21 ث      |                 |
| 10              | Ilse Pluimers ‏    | إن إكس تي جي ريسينغ ‏                 | + 9 د 32 ث      |                 |
|                 |                   |                                      |                 |                 |
|                 |                   |                                      |                 |                 |